# Zvartnotsz-katedrális
A Zvartnotsz-katedrális (örményül:  Զուարթնոց) Örményországban, Jereván és Ecsmiadzin között, a zvartnotszi nemzetközi repülőtérhez közel található. A templomot a 7. évszázadban építették, ma csak romjai láthatók. Az építmény 2000 óta szerepel a világörökségi listán.

## Története
640-ben arab hódítók törtek be Örményországba, és a támadókat csak II. Kónsztasz bizánci császár seregei tudták megállítani. Az örmények hálásak voltak a bizánci segítségért, de tartottak a császárság növekvő vallási befolyása miatt. III. Narszész örmény katolikosz Bizánc-párti volt vallási és politikai tekintetben egyaránt. A történészek úgy vélik, hogy III. Narszész az örmény–bizánci kapcsolatok, együttműködés szimbólumának tervezte az épületet, amely kifejezte az ő közvetítő hatalmát is a két állam között.
A bazilikát uralma alatt (641–661) építették. A katedrális a legrégebbi és legnagyobb négykaréjos templom Örményországban. Formája nagy hatással volt a térség keresztény építészetére.
Korabeli feljegyzések szerint az építkezés 645-ben kezdődött, és 650-ig tartott. Örmény legendák szerint II. Kónsztasz jelen volt az épület felszentelésén, hiteles adatok azonban nem maradtak fenn erről. A templom helyszínéül azt a területet választották, ahol a legenda szerint Világosító Szent Gergely keresztény hitre térítette III. Tiridatész királyt.
A templomot a közelben kitermelt bazaltból építették, de használtak tufát, habkövet és obszidiánt is. Alaprajza hasonló számos, a Földközi-tenger medencéjében emelt épületéhez, köztük a milánói San Lorenzóéhoz és több szíriai temploméhoz. A kupolát négy W alakú pillér tartotta. A kupola körülbelül 45 méter magas volt. Az egész építmény egy öt méter magas kőalapzaton nyugodott. A katedrális magját a kör alakú kerengő és egy ma ismeretlen célú helyiség uralta. A maradványok alapján a kutatók megállapították, hogy az építményt egykor gazdagon díszítették gránátalmát és szőlőt mintázó faragványokkal és mozaikokkal. A katedrálisban, a pillérek közé, jón oszlopokat is beépítettek, ami nem jellemezte a korábbi építészetet Örményországban. Ezekbe belefaragták III. Narszész görög monogramját. Ez a római és bizánci eljárás Örményországban addig ismeretlen volt. A nagy pilonokat sasokkal díszítették.
A 10. században a templom jelentős része leomlott egy földrengésben. A templomot feltáró ásatások 1900 és 1907 között folytak, az 1940-es években részben helyreállították az építményt.